# Guy Oliver-Watts
Guy Oliver-Watts er en engelsk skuespiller og musiker, blandt andet kendt for sine roller i Teorien om alting, og i tv-serierne Victoria og Game of Thrones. 
Som musiker var han i 1980 kortvarigt en af forsangerne i popbandet Duran Duran, hvor han erstattede Geoff Thomas, men blev selv erstattet af Simon Le Bon kort tid efter.

## Udvalgt filmografi

### Film
| År   | Titel             | Rolle        |
| ---- | ----------------- | ------------ |
| 2014 | Teorien om alting | George Wilde |

### Tv-serier
| År   | Titel                    | Rolle             | Note(r)               |
| ---- | ------------------------ | ----------------- | --------------------- |
| 1992 | Agatha Christie's Poirot | Benedick          | Sæson 4: afsnit 3     |
| 2016 | Victoria                 | Sir James Hayter  | Sæson 1: afsnit 1 & 2 |
| 2017 | Game of Thrones          | Lannister general | Sæson 7: afsnit 67    |
| 2019 | The Crown                | Lord Chamberlain  | Sæson 3: afsnit 10    |

## Spil
| År   | Titel      | Rolle    |
| ---- | ---------- | -------- |
| 2009 | Killzone 2 | Helghast |
| 2011 | Killzone 3 | Helghast |